# 前川浩史
前川 浩史（まえかわ ひろふみ、1976年（昭和51年）2月29日 - ）は、株式会社セカンドファクトリー元取締役社長・株式会社サイカンホールディングス取締役。

## 人物
同人誌即売会主催団体SDFの中心人物。コミックマーケットのスタッフなどを務め、数多くの中小同人誌即売会を主催することで知られる。
『ラグナロクオンライン』同人誌即売会RAG-FESの開催により、開発会社グラビティ社の会長である金正律と親交ができた。これが縁で、後に金正律のサイカングループ日本進出の際、コミュニティ事業会社である株式会社セカンドファクトリーを任されるが、親会社コムシード株式会社が事業整理に踏み切ったため1年足らずで事業整理となる。
2008年6月株式会社セカンドファクトリー取締役を退任し非常勤となり、株式会社サイカンホールディングスへ入社。

## 略歴
1976年（昭和51年）
2月29日に生まれる。
1994年（平成6年）4月
学校法人船田教育会作新学院大学事務局入社。
2007年（平成19年）
1月、株式会社アイシーズ入社。
8月、株式会社セカンドファクトリー代表取締役社長に就任。
2008年（平成20年）
3月、同社取締役に就任。
5月、同社取締役退任
6月、Cykan Holdings Co.,Ltd.入社。
6月、コムシード株式会社取締役就任。
2009年（平成21年）
6月、同社取締役退任
2011年（平成23年）
6月、コムシード株式会社取締役就任。
年不明、コムシード、及びCykan Holdings Co.,Ltd.を退社し、2013年2月19日から合同会社ひのきのぼう代表社員に就任。